# Xuhua He
Xuhua He (1979) é um matemático chinês.

## Biografia
Estudou matemática na Universidade de Pequim, alcançando o bacharelado em 2001 e doutorado em 2005 no Instituto de Tecnologia de Massachusetts, orientado por George Lusztig, com a tese "Algumas subvariedades da compactação De Concini-Procesi" (do inglês: "Some subvarieties of the De Concini-Procesi compactification"). No pós-doutorado esteve em 2005/2006 no Instituto de Estudos Avançados de Princeton e de 2006 a 2008 foi Simons Instructor na Stony Brook University. Em 2008 tornou-se professor assistente e em 2012 professor associado na Universidade de Ciência e Tecnologia de Hong Kong. Em 2014 tornou-se professor na University of Maryland. É desde 2014 professor na Universidade Chinesa de Hong Kong.
Recebeu a Medalha Morningside de ouro de 2013. Foi palestrante convidado do Congresso Internacional de Matemáticos no Rio de Janeiro (2018: Some results on affine Deligne-Lusztig varieties).

## Publicações selecionadas
- Geometric and homological properties of affine Deligne-Lusztig varieties, Annals of Mathematics, Volume 179, 2014, p. 367–404, Arxiv;[3]
- Affine Deligne Lusztig varieties, ICCM 2013, Taipei, Arxiv;[4]
- Hecke algebras and p-adic groups, Current developments in mathematics 2015, International Press, p. 73–13, Arxiv 2016, e;[5]
- com Geordie Williamson: Soergel calculus and Schubert calculus, in: Lusztig's birthday conference, Special Issue des Bulletin of the Institute of Mathematics Academia Sinica.